# الكسندر باومان
الكسندر باومان (بالألمانية: Alexander Baumann)‏ هو مهندس فضاء جوي ومهندس ألماني، ولد في 15 مايو 1875 في هايلبرون في ألمانيا، وتوفي في 23 مارس 1928 في شتوتغارت في ألمانيا.